# Puccinia violae
Puccinia violae (Schumach.) DC. – gatunek grzybów z rodziny rdzowatych (Pucciniaceae). Jest szeroko rozprzestrzeniony w Ameryce Północnej i Europie, występuje także w Ameryce Południowej, Azji, Australii i Nowej Zelandii.

## Systematyka i nazewnictwo
Pozycja w klasyfikacji według Index Fungorum: Puccinia, Pucciniaceae, Pucciniales, Incertae sedis, Pucciniomycetes, Pucciniomycotina, Basidiomycota, Fungi.
Po raz pierwszy takson ten zdiagnozował w 1803 r. Heinrich Christian Friedrich Schumacher nadając mu nazwę Aecidium violae. Obecną, uznaną przez Index Fungorum nazwę, nadał mu w 1815 r. Augustin Pyramus de Candolle, przenosząc go do rodzaju Puccinia.
Synonimy nazwy naukowej:

- Aecidium depauperans Vize 1876
- Aecidium violae Schumach. 1803
- Caeoma violatum Link 1825
- Dicaeoma depauperans (Vize) Kuntze 1898
- Dicaeoma violae (Schumach.) Kuntze 1898
- Puccinia aegra Grove 1883
- Puccinia depauperans P. Syd. & Syd. 1903
- Puccinia violae (Schumach.) DC. 1815 subsp. violae
- Puccinia violae (Schumach.) DC. 1815 var. violae
- Puccinia violarum Link 1824
- Puccinia violarum Link 1825
- Trichobasis violarum Lév. 1860
- Uredo violae Schumach. 1803

## Rozwój
Jest pasożytem, jak wszystkie gatunki z rodzaju rdza. Większość gatunków rdzy jednak to pasożyty dwudomowe, których rozwój przebiega na dwóch roślinach żywicielskich. Puccinia violae należy do nielicznej grupy gatunków jednodomowych – cały jej rozwój odbywa się wyłącznie na jednej roślinie – są to różne gatunki fiołków (Viola).

## Morfologia
Na dolnej powierzchni liści, na ogonkach liściowych oraz łodygach fiołków pojawiają się latem luźne lub zwarte skupiska pomarańczowych ecjów, czasami zajmujące większą część powierzchni liścia. Pojedyncze ecjum ma kształt kubka, średnicę 0,3 mm i białawą, chropowatą krawędź. Zewnętrzna ściana ma grubość 5–8 μm i liczne, drobne brodawki. Ściana wewnętrzna ma grubość 4–5 μm i pokryta jest dużymi brodawkami. Powstające w ecjach ecjospory są nieregularnie kuliste lub lekko owalne, nieco kanciaste, o rozmiarach 16–21 μm. Mają cienkie i bezbarwne ściany gęsto pokryte drobnymi brodawkami.
Okrągłe uredinia występują na powierzchni liści. Mają średnicę do 0,5 mm i otoczone są resztkami przebarwionego na żółto naskórka rośliny. Urediniospory mają rozmiar 20–28 × 17–21 μm i kształt od kulistego do elipsoidalnego, często są nieregularnie kanciaste. Mają brązowo-żółtą ścianę o grubości 2,5 μm, pokrytą małymi kolcami wyrastającymi w odstępach 2–3 μm od siebie.
Teliospory elipsoidalne lub odwrotnie jajowate, zaokrąglone przy obu końcach, rzadko lekko zaostrzone. Są dwukomórkowe, lekko zwężone przy przegrodzie. Mają rozmiar 23–33 × 16–21 μm, ścianę żółtobrązową o grubości 2,5 do 4 μm, pokrytą drobnymi i trudnymi do dostrzeżenia brodawkami.